# Причепа тонколиста
Причепа тонколиста (Torilis leptophylla, у т. ч. Torilis xanthotricha (Steven) Schischk.) — вид квіткових рослин родини окружкових (Apiaceae).

## Біоморфологічна характеристика
Це однорічна рослина 5–50 см заввишки. Стебла зазвичай прямовисні, гіллясті, щетинчасті. Листки 2-перисті, кінцеві частки цілісні чи зубчасті, менш як 1 мм завширшки. Парасольки з 2–3 променями. Пелюстки від білого до блідо-рожевого або лілового кольору, маленькі. Плід лінійно-циліндричний, 4–6 мм завдовжки.

## Поширення
Північна Африка, південь Європи, Західна й Центральна Азія.
В Україні вид зростає у бур'янистих місцях — у Криму, рідко.